# كيندال رايت
كيندال رايت (بالإنجليزية: Kendall Wright)‏ هو لاعب كرة قدم أمريكية أمريكي، ولد في 12 نوفمبر 1989 في ماونت بليزانت في الولايات المتحدة.

## وصلات خارجية
- كيندال رايت على موقع كلية كرة السلة في سبورتس رفرنس.كوم (الإنجليزية)
- كيندال رايت على موقع ريلجم (الإنجليزية)
- كيندال رايت على موقع إي إس بي إن.كوم (أن.أف.أل)3
- كيندال رايت على موقع مرجع كرة القدم المحترفة.كوم (الإنجليزية)